# テプラ水道
テプラ水道（ラテン語: Aqua Tepula）は古代ローマの水道（ローマ水道）で、執政官ナイエス・セルウィリウス・カエピオ(ラテン語版)とルキウス・カッシウス・ロンギヌス(ラテン語版)により紀元前126年に造られた。ローマ水道の技術書の著者でありローマ水道長官でもあったフロンティヌスによれば、水源はローマ南東にあるアルバーニの丘で、ラテン街道の10マイル地点から2マイル（ローマから見て）右へ行った地点である。テプラ水道の水は水温が高く飲用には適さなかったとされる。そのため、紀元前33年にアグリッパがラテン街道12マイルの地点からユリア水道を造り、この水の一部をテプラ水道として新たに送水する方式に造り替えた。なお、この措置の後もユリア水道とテプラ水道それぞれの導水渠は完全に分離してローマ市内の給水地点まで送水されていた（文献により、マルキア水道を一部混合したというものもある）。なお、アグリッパによるこの改修でテプラ水道の流路も若干変わっており、建設当時の正確な情報はフロンティヌスも知ることができなかったようである。なお、フロンティヌスによれば改修前のテプラ水道の水量は400クイナリア、改修後は、ユリア水道から190クイナリア、マルキア水道から92クイナリア、新アニオ水道からの163クイナリアを合計して445クイナリア（17,800m3/日）であった。
ローマ市内に到達する時点でのそれぞれの水道の導水渠の高さは、高いものから順に新アニオ水道、クラウディア水道、ユリア水道、テプラ水道、マルキア水道であった。ラテン街道の7マイル地点付近からは、ユリア水道、テプラ水道、マルキア水道が同じ水道橋の上に順に載せられて建設されている。そのまま3つの導水渠を重ねた状態でティブルティーナ門まで進み、そこでアウレリアヌス城壁を越えて市内のそれぞれの給水地点に向かっていた。

## 導水渠の経路

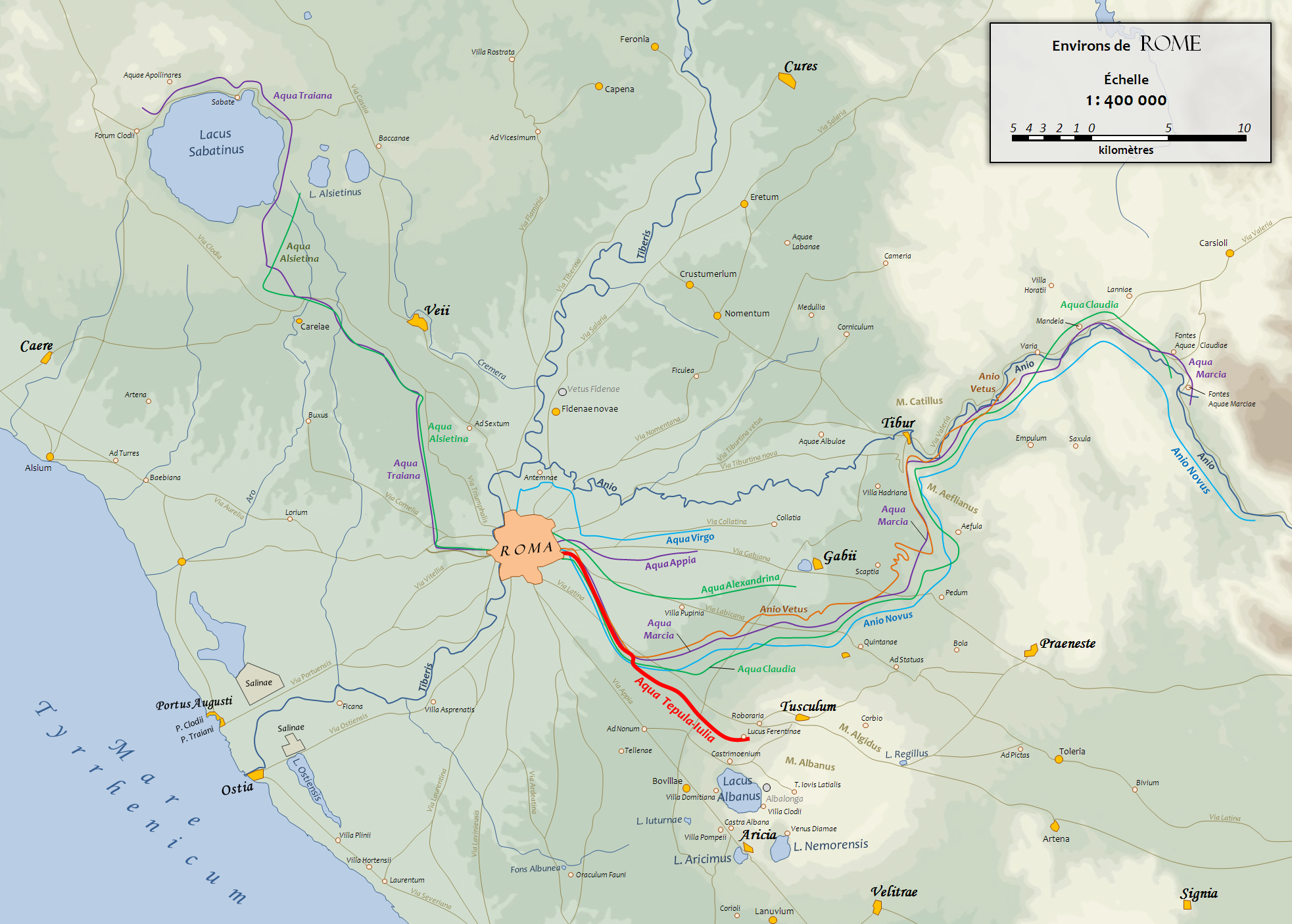
テプラ水道の水源からの経路（赤線）

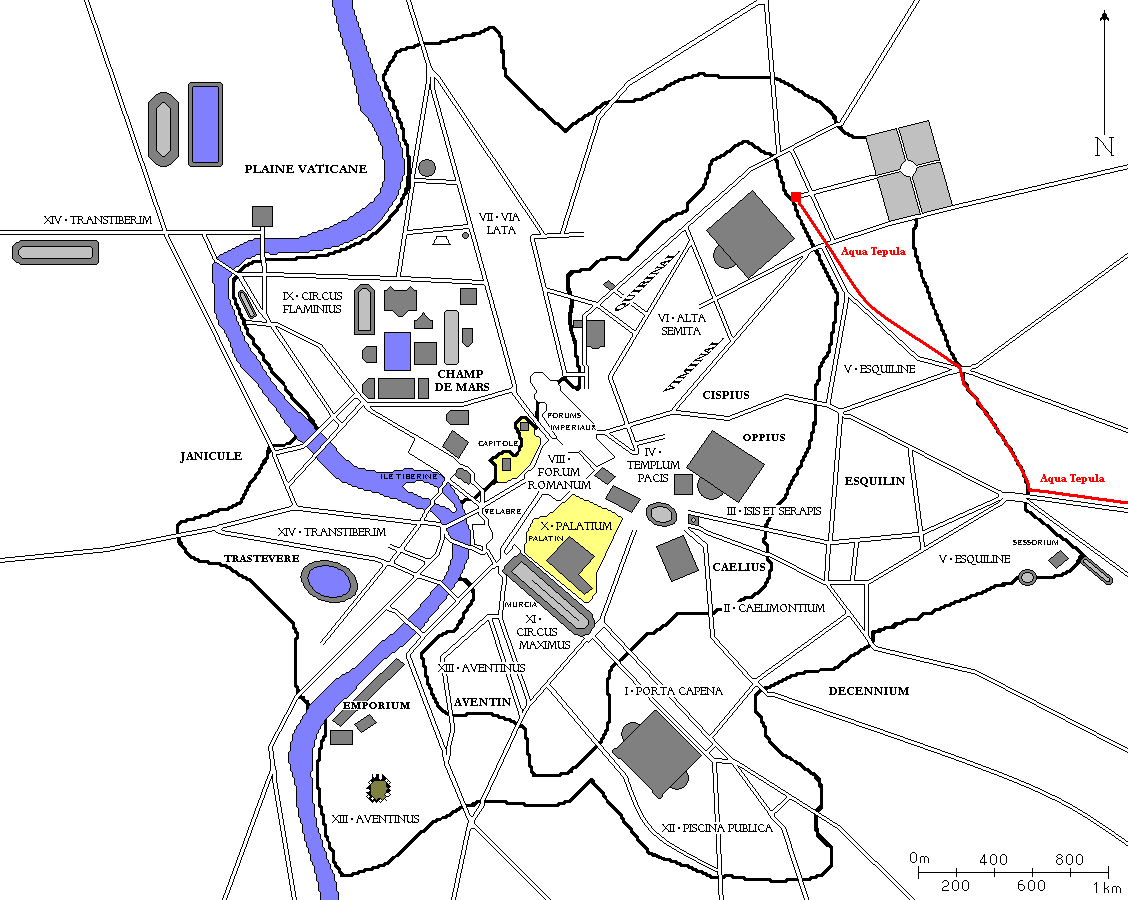
テプラ水道のローマ市内における経路（赤線）